# Mark 13 (核爆弾)
Mark 13はアメリカ合衆国が開発していた核爆弾。核弾頭型のW13も計画されたが、双方とも1953年に開発中止となった。
ファットマン(Mark 3)系列の核分裂型の核爆弾でありMark 4、Mark 6に続く改良型である。外形はほぼMark 6と同じで直径61インチ、長さ128インチで、重量は3.3t。W13核弾頭は直径58インチ、長さ100インチで、重量は2.7tから2.9t、SM-62スナークミサイルまたはPGM-11 レッドストーン弾道ミサイル向けに搭載予定であった。これらはMark 6後期型と同じく92個に分割された爆縮レンズを用いていた。核実験はネバダ核実験場にて1953年5月19日の一度だけ行なわれた（アップショット・ノットホール作戦の"Harry"実験）。実験時の核出力は32kt。
水素爆弾の開発が見通しが立ってきたこともあり、核分裂兵器であるMark 13の開発は中止され、Mark 13は1953年8月、W13は1953年9月に開発中止された。